# Lorelei Linklater
Lorelei Grace Linklater (Guanajuato, 29 de maio de 1994) é uma atriz americana. Ela é filha de Christina Harrison e do diretor Richard Linklater.

## Filmografia
| Ano  | Filme          | Personagem            |
| ---- | -------------- | --------------------- |
| 2001 | Waking Life    | Garota jogando cartas |
| 2007 | The Substitute | Jane                  |
| 2014 | Boyhood        | Samantha              |
| 2016 | Occupy, Texas  | Claire                |
| 2016 | Woodshock      | Jenny                 |